# Семипалатинская мечеть
Семипалатинская мечеть (каз. Семей мешіті) — памятник архитектуры XIX века в Семее.
Архитектор А. Болбатов, инженер А. Манашев. Построена в 1852—1862 гг.
Стены мечети от фундамента до карниза фигурной кирпичной кладки. Двери фигурные, бревенчатые, выходят на юго-запад. Имеет 14 окон фигурной кирпичной кладки. Потолки внутренних помещений завершаются куполом. Два минарета, установленные на крышах входных помещений, органично вписываются в общую композицию памятника.
Ныне здесь расположены филиал областного историко-краеведческого музея и выставочный зал областной художественной выставки. С 1982 года мечеть под охраной государства.